# Veyras (Valais)
Veyras és un municipi de Suïssa i del districte de Sierre, al cantó de Valais.